# Gylippus ferganensis
Espèce
Synonymes
- Gylippus syriacus ferganensis Birula, 1893
- Gylippus rickmersi Kraepelin, 1899

Gylippus ferganensis est une espèce de solifuges de la famille des Gylippidae.

## Distribution
Cette espèce se rencontre en Ouzbékistan, au Tadjikistan, au Kirghizistan et au Kazakhstan.

## Description
Les mâles décrits par Roewer en 1933 sous le nom Anoplogylippus rickmersi mesurent de 11,5 à 21 mm.

## Étymologie
Son nom d'espèce, composé de fergan[a] et du suffixe latin -ensis, « qui vit dans, qui habite », lui a été donné en référence au lieu de sa découverte, Ferghana.

## Publication originale
- Birula, 1893 : Zur Kenntniss der russischen Galeodiden. III. Horae Societatis Entomologicae Rossicae, vol. 27, p. 82–90 (texte intégral).